# Renaissance Pictures
La Renaissance Pictures è una casa di produzione cinematografica statunitense. È stata fondata dal regista Sam Raimi, dal produttore Rob Tapert e dall'attore Bruce Campbell, con l'aiuto del pubblicista Irvin Shapiro alla fine degli anni settanta, per produrre il film La casa, il quale, con i suoi due seguiti La casa 2 e L'armata delle tenebre, costituisce il gruppo delle opere più conosciute.